# Karl Philipp Christian Schönemann
Karl Philipp Christian Schönemann (* 17. Januar 1801 in Göttingen; † 8. September 1855 in Wolfenbüttel) war ein deutscher Lehrer, Bibliothekar und Numismatiker. Von 1830 bis 1854 war er Leiter der Herzoglichen Bibliothek in Wolfenbüttel, der heutigen Herzog August Bibliothek.

## Leben
Karl Philipp Christian Schönemann kam als Sohn des Göttinger Professors Carl Traugott Gottlob Schönemann (1765–1802) und seiner Frau Elisabeth Henriette geb. Leiste (1777–1859) zur Welt. Nach dem frühen Tod des Vaters siedelte die Mutter nach Wolfenbüttel über, wo ihr Vater Christian Leiste (1738–1815) Rektor der Großen Schule war. Hier wuchs Schönemann auf und erhielt seine Schulbildung zunächst durch seinen Großvater und dann durch einen Bruder seiner Mutter. 1819 nahm er ein Studium der Klassischen Philologie und Theologie an der Universität Göttingen auf, wo er u. a. bei Georg Ludolf Dissen und Karl Otfried Müller studierte und 1823 zum Doktor der Philosophie promoviert wurde. Anschließend ging er als Gymnasiallehrer nach Wolfenbüttel und wechselte im Jahr 1829 als Konrektor an das Gymnasium Julianum in Helmstedt. 1830 wurde er schließlich an die Herzogliche Bibliothek in Wolfenbüttel berufen. Als Leiter der Bibliothek gelang es ihm, deren spärlichen Erwerbungsetat durch den Verkauf von Dubletten zu vergrößern. Er verfasste u. a. Arbeiten zur Geschichte der Bibliothek und zur Numismatik. Seit 1844 litt er an einer Augenerkrankung, die ihn zunehmend erblinden ließ. 1854 wurde er pensioniert und starb im folgenden Jahr an der Cholera. 
Schönemann war zweimal verheiratet: 1830 heiratete er Henriette Pauline Charlotte Leiste (1808–1845), Tochter des weitläufig mit ihm verwandten Predigers Christian Ludwig Leiste und Enkelin des Theologen Johann August Nösselt. 1851 heiratete er Julie Römer (1799–um 1877), Tochter des Konsistorialrats Jacob Ludwig Römer (1770–1855), die wie ihr Vater gelegentlich dichterisch hervorgetreten ist. Von seinen Kindern überlebten ihn eine Tochter und zwei Söhne, von denen der älteste, Anton Wilhelm Otto Schönemann (1833–1855), wenige Tage nach ihm ebenfalls der Cholera zum Opfer fiel.

## Werke (Auswahl)
- Dem Andenken Georg Burckhard Lauterbach’s. In: Serapeum 3 (1842), S. 213–223 (Digitalisat).
- Guy de Warwick. Beschreibung und Proben einer noch unbekannten altfranzösischen Handschrift der Herzoglichen Bibliothek zu Wolfenbüttel. In: Serapeum 3 (1842), S. 353–365 (Digitalisat), S. 369–376 (Digitalisat).
- Umrisse zur Geschichte und Beschreibung der Wolfenbüttler Bibliothek. In: Serapeum 4 (1843), S. 81–95 (Digitalisat), S. 97–106 (Digitalisat), S. 193–204 (Digitalisat), S. 209–218 (Digitalisat), Serapeum 5 (1844), S. 209–224 (Digitalisat), S. 225–236 (Digitalisat) [dies sind sämtliche Fortsetzungen, die zuletzt auf S. 236 angekündigte Fortsetzung erschien nicht mehr].
- Hundert Merkwürdigkeiten der Herzoglichen Bibliothek zu Wolfenbüttel (3 Bde.). Culemann, Hannover 1849–1852 (Digitalisate: Band 1, Band 2/3).
- Zur vaterländischen Münzkunde vom zwölften bis fünfzehnten Jahrhundert oder Grundzüge der Bracteatenkunde und Beschreibung von beinahe fünfhundert alten Braunschweigischen, Helmstedt’schen, Halberstädtischen, Reinsteinischen, Goslarischen, Anhaltischen und anderen Hohlpfennigen, wie auch Westfälischen und Hessischen zweiseitigen Pfennigen. Wolfenbüttel 1852 (Digitalisat).
- Zur Geschichte und Beschreibung der Herzoglichen Bibliothek zu Wolfenbüttel. In: Serapeum 18 (1857), S. 65–80 (Digitalisat), S. 81–91 (Digitalisat), S. 97–108 (Digitalisat).